# House of Schivas
House of Schivas oder Schivas House ist ein Tower House mit L-förmigem Grundriss etwa fünf Kilometer östlich des Dorfes Methlick im Ythantal in der schottischen Council Area Aberdeenshire. Der Bau stammt aus dem 16. Jahrhundert.

## Geschichte
Im 14. Jahrhundert gehörte das Gut den Schivas of that Ilk, fiel aber durch erbende Töchter an die Familie Lipp und dann an die Familie Maitland. George, Lord Gordon, kam 1467 in Besitz dieses Landes, aber Thomas Gray of Scheves eroberte es 1509. Es wird vermutet, dass dessen Familie die heutige Burg bauen ließ.
1721 gehörte das House of Schivas der Familie Forbes, die es innen umbauen ließ. Ende des 19. Jahrhunderts war es zu einem Bauernhaus geworden. Nach einem Brand im Jahre 1900 ließ es Lord Aberdeen 1902 vom Architekten Sydney Mitchell restaurieren. Thomas Catto, 1. Baron Catto, ließ die Burg von J. Fenton Wyness, einem Architekten und Geschichtswissenschaftler, ausschmücken.
Der ursprüngliche Bau wird Thomas Leper im Jahr 1585 zugeschrieben. Der Nordostturm, drei Stockwerke hoch, wurde um 1750 im Auftrag der Familie Forbes hinzugefügt und ein Anbau im Westen des Hauptblocks 1780.

## Architektur
Das House of Schivas ist ein hohes Tower House. Ein moderner Hof umgibt ihn anstelle des originalen Hofes. Ein breiter Wendeltreppenturm springt an der Nordfassade des Hauptblocks hervor. Die Treppe vermittelt den Zugang zu allen Stockwerken. Im Innenwinkel des Gebäudes gibt es einen weiteren Treppenturm, der erst im 1. Obergeschoss ansetzt. Darüber wurde eine moderne Tourelle aufgebaut.
Der Flügel ist etwas nach Osten versetzt, vermutlich, um dem Eingang im Innenwinkel des Gebäudes zusätzlichen Schutz zu bieten. Der Haupteingang ist von vier Gruppen von Schießscharten unterschiedlicher Form umgeben. Die Küche befindet sich in einem gewölbten Erdgeschoss, von dem aus ein gewölbter Gang zu zwei Lagerkellern führt.
Die Wände des Rittersaals mit Sequoiaholz vertäfelt. Der Saal ist mit Wandschränken, einem Aborterker und einer Kapellennische mit Kruzifix und dem Christusmonogramm ‚‘IHS‘‘ ausgestattet.
Das House of Schivas ist als historisches Bauwerk der Kategorie B gelistet. Des Weiteren sind eine zugehörige Sonnenuhr und ein Außengebäude ebenfalls separat als Kategorie-B-Bauwerke klassifiziert. Die herrschaftlichen Gärten sind als Kategorie-C-Denkmal eingestuft.